# Östraby landskommun
Östraby landskommun var en tidigare kommun i dåvarande Malmöhus län.

## Administrativ historik
Kommunen bildades i Östraby socken i Färs härad i Skåne när 1862 års kommunalförordningar trädde i kraft.
Vid kommunreformen 1952 uppgick kommunen i Bjärsjölagårds landskommun som upplöstes 1974 då denna del uppgick i Hörby kommun.

## Politik

### Mandatfördelning i Östraby landskommun 1938-1946
| 5 | 15 |

| 20 |

| 4 | 11 | 5 |

| 20 |

| 3 | 10 | 7 |

| 20 |